# Ciclón Ami
El ciclón tropical severo Ami fue uno de los peores ciclones que afectaron a Fiyi. El sistema fue el tercer ciclón y el segundo ciclón tropical severo de la temporada de ciclones del Pacífico Sur de 2002-2003. El ciclón Ami se desarrolló a partir de una zona de baja presión al este de Tuvalu el 12 de enero de 2003. Originalmente, la tormenta se movió lentamente hacia el suroeste al principio de su existencia. Influenciado por una vaguada en nivel superior, Ami disminuyó su velocidad y comenzó a moverse hacia el sur y luego hacia el sureste. El ciclón alcanzó la intensidad de un ciclón tropical severo el 13 de enero. Ami tocó tierra primero en Vanua Levu, antes de tocar tierra posteriormente en Taveuni. Aún intensificándose, Ami alcanzó su intensidad máxima como ciclón de categoría 3 en las escalas de ciclones de Australia y Fiyi el 14 de enero. Acelerando hacia el sureste, el ciclón comenzó a cruzar temperaturas frías de la superficie del mar y se encontró con cizalladura del viento. Ami se transformó en un ciclón extratropical al día siguiente.
El ciclón Ami afectó gravemente zonas de Fiyi, causando principalmente inundaciones. Numerosos deslizamientos de tierra y cortes de electricidad resultaron de las fuertes lluvias. Los daños fueron especialmente graves en Labasa, Fiyi, donde las aguas inundaron toda la ciudad. Los daños a los cultivos también fueron graves, especialmente a la caña de azúcar, cuya producción disminuyó un 15% debido al ciclón. En Tonga, los daños fueron menores. Sin embargo, dos barcos en alta mar encallaron debido al ciclón. El ciclón Ami causó daños por valor de 104,4 millones de dólares fiyianos (51,2 millones de dólares estadounidenses) en daños y 17 víctimas mortales, principalmente en Fiyi.

## Historia meteorológica
El 9 de enero de 2003, el Servicio Meteorológico de Fiji (FMS) comenzó a monitorear una depresión tropical débil, que se había desarrollado dentro de una vaguada monzónica a unos 800 km (497,1 mi) al noroeste de Apia, Samoa. Durante los dos días siguientes, a medida que el sistema se desplazaba hacia el suroeste, el desarrollo de la depresión se vio inhibido por una fuerte cizalladura vertical del viento, antes de que el 11 de enero la cizalladura vertical del viento disminuyera y el sistema comenzara a desarrollarse rápidamente. A medida que se desarrolló más, el Centro Conjunto de Alerta de Tifones de los Estados Unidos emitió una alerta de formación de ciclón tropical en el sistema, antes de designarlo como ciclón tropical 10P más tarde ese día cuando las velocidades del viento sostenidas de 1 minuto se volvieron equivalentes a una tormenta tropical. El FMS informó posteriormente seis horas más tarde que la depresión se había convertido en un ciclón tropical de categoría uno en la escala de intensidad de ciclones tropicales de Australia, y lo bautizó como Ami, mientras estaba situado justo al este de la isla de Niulakita, en el sur de Tuvalu.
La tormenta, que se dirigía al suroeste, recibió el nombre de ciclón tropical Ami aproximadamente a las 0000UTC del 12 de enero, con una difluencia favorable en niveles superiores facilitada por la cercana cresta de alta presión. Bajo la influencia de una vaguada en altura, Ami desaceleró su avance y adoptó un rumbo más meridional. Con una cizalladura del viento mínima y un patrón de flujo de salida favorable, Ami alcanzó la intensidad de un ciclón tropical severo a las 06:00 UTC del 13 de enero. Un ojo mal definido se hizo visible en las imágenes satelitales, momento en el que la tormenta se situó a unos 160 mi (257,5 km) al nornoreste de Labasa. El ciclón tocó tierra en Vanua Levu con una presión barométrica mínima de 960 mbar antes de cruzar posteriormente el extremo occidental de Taveuni. Girando ampliamente hacia el sureste, Ami atravesó las Islas Lau. Mientras estaba ubicada a unas 60 millas al sur de Lakeba– a las 0600 UTC del 14 de enero– la tormenta alcanzó su intensidad máxima con vientos máximos sostenidos de 10 minutos de 90 mph (144,8 km/h) y una presión de 950 mbar. Al mismo tiempo, el JTWC evaluó la tormenta con vientos de 1 minuto de 125 mph (201,2 km/h).
Acelerando hacia el sureste con una velocidad de avance de 40 mph (64,4 km/h), Ami comenzó a debilitarse gradualmente debido a la reanudación de la cizalladura del viento y al enfriamiento de las aguas. El ciclón interactuó con un límite frontal, transformándose así en un ciclón extratropical. Ami perdió todas sus características tropicales hacia las 12:00 UTC del 15 de enero, aunque sus remanentes continuaron hacia el este hasta un punto bastante al sur de Rarotonga. El 14 de enero, el RSMC Nadi emitió su aviso final sobre Ami y transfirió la responsabilidad principal de alerta sobre el ciclón Ami al Centro de Alerta de Ciclones Tropicales de Wellington (TCWC Wellington) mientras el sistema se movía por debajo de los 25 °S.

## Preparativos e impacto

### Fiyi

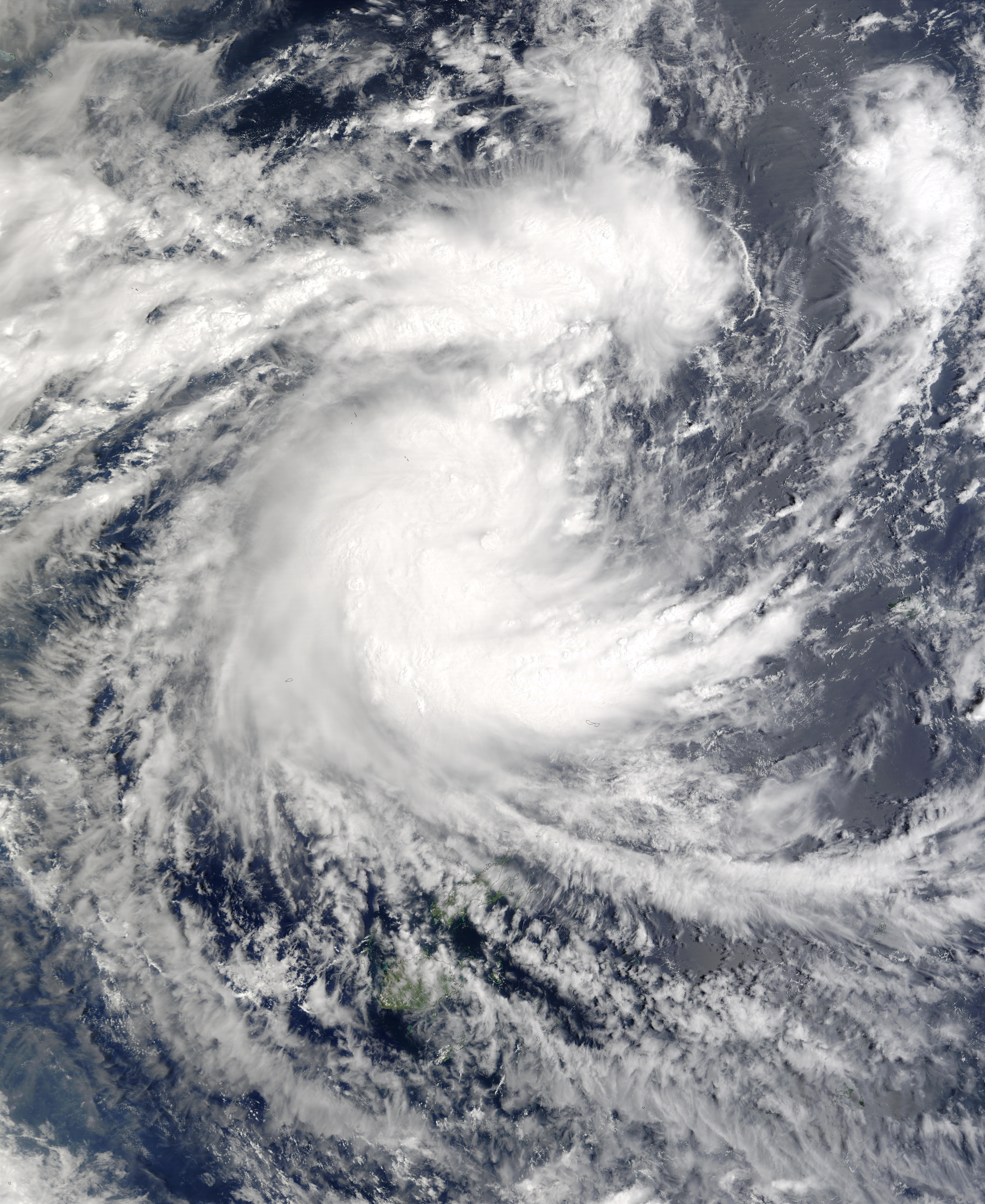
Imagen satelital de un ciclón tropical en fortalecimiento. Se formó un denso cielo nublado central irregular, con algunas áreas de tormentas y nubes. Foto tomada desde el satélite el 11 de enero de 2003

Antes de la tormenta, se abrieron 30 refugios de evacuación. En la isla de Lavau, los residentes se refugiaron en cuevas de piedra caliza para evitar la marejada ciclónica que se aproximaba.
Tras la tormenta, se registraron importantes daños en viviendas, cultivos y escuelas en todo Fiyi. Las fuertes lluvias provocaron deslizamientos de tierra e inundaciones intensas, y se combinaron con mareas de tempestad para dar lugar a peligrosas inundaciones repentinas. El total máximo de precipitaciones fue de 311 mm (12,2 plg), registrado en el sitio costero de Vatuwiri en la isla de Taveuni. Debido al terreno accidentado de la isla, las lluvias provocaron fuertes inundaciones. Las líneas eléctricas quedaron cortadas en Vanua Levu, Taveuni y las Islas Lau, lo que provocó un corte de electricidad generalizado. En Vanua Levu, se reportaron daños a cultivos y arbustos. La isla también fue dañada por fuertes mareas y marejadas ciclónicas. Las comunicaciones con la isla se cortaron aproximadamente a las 17:00 UTC, lo que impidió comunicar informes de daños durante un período de tiempo. Labasa, Fiji quedó inundada bajo 1,2 m (3,9 pies) de agua. La morgue de la ciudad no pudo operar debido a los daños sufridos por Ami. Por lo tanto, los cuerpos encontrados en la zona tuvieron que ser incinerados. Se informó que una familia entera se ahogó después de que su casa se inundara por la crecida de las aguas. Dos niños desaparecieron y otros resultaron heridos cuando una iglesia de madera en la isla Druadrua que servía de refugio se derrumbó. Sin embargo, los dos niños fueron encontrados más tarde vivos entre los escombros. El St. Bede's College en Savusavu fue severamente dañado por Ami.
En gran parte de las islas, los daños agrícolas fueron generalizados. Debido principalmente a los daños sufridos en el ingenio azucarero de la Fiji Sugar Corporation en Labasa, la producción de caña de azúcar en 2003 se redujo en 800.000 toneladas (882.000 toneladas cortas), un 15 % menos de lo previsto. Las plantaciones de coco también sufrieron graves daños. En las provincias de Lau y Lomaiviti, se estima que 158 viviendas quedaron completamente destruidas. En ambas provincias, los daños ascendieron a 4,5 millones de dólares fiyianos (2,2 millones de dólares estadounidenses). Sin embargo, en las provincias de Macuata, Cakaudrove y Bua, 2,287 viviendas quedaron destruidas. En estas tres provincias, los daños se estimaron en $23,7 millones de dólares fiyianos ($11,6 millones de dólares estadounidenses). Después de que Fiji cortó el suministro de agua, los residentes temieron que el agua se contaminara con enfermedades y otros productos químicos. Como resultado del ciclón Ami, se produjeron daños por valor de F$104,4 millones (US$51,2 millones) y 14 personas murieron.

### Tonga
En Tonga, no se reportaron daños significativos, aunque hubo cortes de energía menores en algunas islas. En Nuku'alofa se registraron vientos máximos de 75 km/h (46,6 mph). Los daños a los árboles frutales representaron la mayor parte de los daños en Tonga. Sin embargo, en alta mar, dos barcos encallaron, incluido el ferry "Olovaha" frente a la playa de Popua, pero no se reportaron víctimas mortales.

## Consecuencias
Un P-3 Orion fue enviado desde Nueva Zelanda para investigar los daños causados por el ciclón Ami, partiendo de Whenuapai.150 soldados de las Fuerzas Militares de la República de Fiyi estaban de guardia en Suva, preparándose para enviar equipo a las zonas afectadas. Embarcaciones patrulleras fiyianas con suministros de emergencia también se dirigían a las regiones afectadas para proporcionar equipo médico y de refugio. La Sociedad de la Cruz Roja de Fiji (FRCS) proporcionó asistencia y suministros de emergencia a al menos 2.000 familias afectadas por la tormenta. El FRCS se centró en proporcionar a las víctimas artículos como ropa, utensilios de cocina y toallas. Además, el Banco Mundial propuso medidas de mitigación y adaptación ante desastres para ayudar a reducir el impacto de las inundaciones en Fiji. Después del ciclón, Vanua Levu fue declarado estado de emergencia (por el gobierno de Fiji) y zona de desastre. El Gabinete de Fiji se reunió más tarde en Suva, Fiji con el fin de cambiar el presupuesto nacional para asignar fondos de socorro y reconstrucción.